# Forma modularna
Forma modularna – funkcja zmiennej zespolonej spełniająca pewien warunek regularności, pewne równanie funkcyjne oraz o ograniczonym wzroście. Formy modularne można rozpatrywać jako daleko posunięte uogólnienie funkcji okresowych. Teoria form modularnych jest bardzo bogata i należy w zasadzie do analizy zespolonej, ale najważniejsze zastosowania te obiekty mają we współczesnej teorii liczb i teorii reprezentacji, tam też ujawniają swoje najgłębsze własności. Formy modularne w naturalny sposób pojawiają się w bardzo wielu gałęziach matematyki, np. w geometrii algebraicznej czy teorii strun.

## Definicja formalna
Niech {\displaystyle N} będzie dodatnią liczbą naturalną. Grupa modularna {\displaystyle \Gamma _{0}(N)} zdefiniowana jest w sposób następujący:
{\displaystyle \Gamma _{0}(N)=\left\{{\begin{pmatrix}a&b\\c&d\end{pmatrix}}\in SL_{2}(\mathbb {Z} ):c\equiv 0{\pmod {N}}\right\}.}
Niech {\displaystyle k} będzie dodatnią liczbą naturalną. Formą modularną ciężaru {\displaystyle k} poziomu {\displaystyle N} nazywa się funkcję holomorficzną określoną na górnej półpłaszczyźnie zespolonej {\displaystyle \mathbb {H} } taką, że dla każdego
{\displaystyle {\begin{pmatrix}a&b\\c&d\end{pmatrix}}\in \Gamma _{0}(N)}
i dowolnego {\displaystyle z\in \mathbb {H} } zachodzi
{\displaystyle f\left({\frac {az+b}{cz+d}}\right)=(cz+d)^{k}f(z)}
oraz {\displaystyle f} jest holomorficzna w ostrzach.

### Wersje definicji
W literaturze matematycznej występuje wiele definicji form modularnych, niektóre z nich różnią się między sobą poziomem ogólności. Nie wykrystalizowała się dotychczas „kanoniczna” definicja formy modularnej. Definicja podana powyżej wydaje się najbardziej ogólną z wielu spotykanych wariantów.

## Własności
Łatwo zauważyć (biorąc w definicji {\displaystyle a=b=d=1,\ c=0}), że każda forma modularna spełnia równanie
{\displaystyle f(z+1)=f(z),}
tak więc można ją rozwinąć w szereg Fouriera. W teorii form modularnych przyjęło się rozważać ten szereg jako szereg Laurenta względem zmiennej {\displaystyle q=exp(2\pi iz).} Ze względu na warunek holomorficzności, rozwinięcie takie musi mieć skończoną liczbę wyrazów przy ujemnych potęgach, przedstawia się więc wzorem:
{\displaystyle f(z)=\sum _{n=-m}^{\infty }c_{n}\exp(2\pi inz)=\sum _{n=-m}^{\infty }c_{n}q^{n},}
gdzie przyjmuje się, że {\displaystyle m} jest najmniejszą liczbą taką, że {\displaystyle c_{-m}\neq 0.} Liczbę {\displaystyle m} nazywamy rzędem osobliwości w biegunie {\displaystyle i\infty }.